# Клагенфурт
Клагенфурт на Врпском језеру (словен. Celovec ob Vrbskem jezeru; уобичајено Клагенфурт или Целовац) је шести по величини град у Аустрији, смештен у јужном делу државе. Клагенфурт је управно, привредно и културно средиште покрајине Корушке, где чини засебан градски округ.

## Порекло назива
Старији, словеначки назив за град је Целовец (Celovec), чији је старији облик Цвиљовец, вероватно везан за женски лик из старословенске митологије, Цвиљу. Немачки облик назива Клагенфурт (Klagenfurt), који је млађи, али данас претежан у употреби, вероватно води порекло од словеначког (Klage = ).

## Природне одлике
Клагенфурт се налази у јужном делу Аустрије, удаљен 25 км од словеначке границе. Престоница Беч удаљена је око 380 км североисточно од града.
Рељеф: Клагенфурт се сместио у средишњем делу простране Корушке котлине. Северно и јужно од града пружају се Алпи.
Клима: Клима у граду је умерено континентална са значајним утицајем планинске климе због надморске висине и окружења Алпа.
Воде: Клагенфурт се налази на Врпском језеру.

## Историја
Подручје Клагенфурта било је насељено још у време праисторије и антике. У 7. веку подручје насељавају Словени, а у суседном насељу Госпа Света било је седиште обласних словенских кнежева.
У 12. веку Клагенфурт, тада познатији као словенски Целовец, постаје градско насеље. Следећих векова насеље потпада под Хабзбурговце, али се и даље споро развијало због честих ратова и буна. Препород града почиње 1514. године када Римско-немачки Максимилијан I почиње изградњу потпуно новог, тада савременог града ортогоналне уличне мреже. Тада је ради трговине град каналом спојен са оближњим Врпским језером. Овим потезом град се почео брже развијати.
Године 1808. Наполеон заузима Клагенфурт, али се он Бечким конгресом 1815. године враћа Хабзбуршкој монархији. Убрзо Клагенфурт постаје средиште крунске области Корушка. У 19. веку град нагло напредује, јавља се индустрија, долази железница, развија се тржиште, а град се уобличује у обласно средиште са бројним црквама, палатама, трговима.
Године 1918. Клагенфурт постаје, након референдума о припадности Краљевини СХС или Аустрији, део новоосноване републике Аустрије, која је 1938. била прикључена Трећем рајху. Током Другог светског рата град је више пута бомбардован, али без великих последица. Године 1945. америчка војска је ушла у град. После рата поново је успостављена Република Аустрија, а град је постао средиште покрајине Корушка.

## Становништво
| 1981.  | 1991.  | 2001.  | 2011.  |
| ------ | ------ | ------ | ------ |
| 87.321 | 89.415 | 90.141 | 94.483 |

По процени из 2016. у граду је живело 99790 становника. и по томе је то шести по величини град у држави. Градска агломерација има преко 100.000 становика. Према Попису из 2001. 89,4% становништва је говорило немачки, 3,3% хрватски, а 1,9% словеначки језик.

## Градске знаменитости
Клагенфурт има очувано старо градско језгро са веома правилном ортогоналном уличном мрежом. Ту се налази катедрала, неколико тргова, низ градских здања и палата. Град је богат парковима и булеварима.
У граду се налази Универзитет у Клагенфурту, а у близини граде је и међународни аеродром Клагенфурт.

## Словенци и Целовец
Словеначки назив града је Celovec. Иако Словенци чине свега пар процента градског становништва Клагенфурт/Целовец је средиште словеначке националне мањине у Аустрији. У граду се налази њихова национална самоуправа, као и словеначка основна школа и гимназија.

## Партнерски градови
- Дахау
- Десау-Рослау
- Залаегерсег
- Венло
- Нова Горица
- Општина Гладсаксе
- Тарагона
- Нанинг
- Жешов
- Лавал
- Висбаден
- Душанбе
- Чернивци
- Горица
- Назарет
- Сибињ
- Удине

## Галерија
- Нова градска већница
- Градски канал
- Градски стадион
- Седиште Универзитета у Клагенфурту